# Иван Бушко
Иван Бушко (10. март 1969. године, Виноградив, Закарпатска област) је украјински политичар, посланик седмог сазива парламента Украјине из Партије региона. Такође је председник фудбалског клуба Севљуш из Виноградива и председник Савета председника фудбалских клубова Закарпатске области.

## Образовање
2005. године је стекао диплому из рачуноводства и ревизије на Закарпатском државном универзитету.

## Каријера
Године 1986. Бушко је постао радник виноградарске бригаде, возач возног парка за совхоз „8. март“ у Закарпатској области, где је радио до маја 1987. године. Од маја 1987. до јуна 1989. године служио је војни рок за Совјетску армију у Самбирском округу Лавовске области .
По окончању војног рока радио је од 1989. до 1991. године у Виноградивској фабрици „Електрон“. Након две године привремене незапослености, радио је као робни стручњак у акционарском индустријско-трговинском предузећу у Закарпатју. На позицији заменика директора компаније је био од 1994. године. Током наредних тринаест година радио је као приватни предузетник.
У априлу 2010. године постао је први заменик шефа Закарпатске регионалне државне администрације где је надгледао области капиталне изградње, управљање имовином и процес приватизације, индустријску политику и развој инфраструктуре, регионални развој, урбанистичко планирање и архитектуру, енергетику, транспорт, комуникације и сектор за ванредне ситуације. Једно време је био и саветник гувернера.
Бушко је члан Партије региона. Биран је на позицију посланика Виноградивског градског већа трећег сазива, и на места посланика Закарпатског регионалног већа четвртог, петог и шестог сазива. Предводио је фракцију Партије региона у регионалном већу петог сазива.
Након избора долази до посланичког мандата у Врховној Ради Украјине у октобру 2012. године као кандидат Партије региона. Бушко је победио у свом округу са 41,22% освојених гласова. Престао је са активношћу као заменик шефа регионалне државне администрације због премештаја на другу функцију у Парламенту, као шеф међуфракцијске посланичке групе Закарпатје. Бушко је 12. децембра 2012. године добио мандат народног посланика Украјине. Члан је Одбора за породицу, омладину, спорт и туризам. Такође је председник Пододбора за питања туризма, одмаралишта и рекреативне активности Врховне раде Украјине за породицу, омладину, спорт и туризам.
Залаже се за радикалне реформе у економској и социјалној сфери, и превазилажење корупције у структурама моћи и спровођењу закона. Он промовише европске интеграције у Украјини и присталица је неполитичког русинизма. Остаје забележено да је 13. јула 2013. године учествовао на XII Светском конгресу Русина у Ужгороду, где је изразио спремност да покрене питање признавања Русина као националности у Парламенту Украјине.

## Приватни живот
Ожењен је и има двоје деце - ћерку и сина.